# Nam Eun-young
Dans ce nom coréen, le nom de famille,  Nam , précède le nom personnel.
Nam Eun-young, née le 20 mars 1970, est une handballeuse internationale sud-coréenne.
Avec l'équipe de Corée du Sud, elle participe aux Jeux olympiques de 1992 où elle remporte une médaille d'or.

## Palmarès
- Jeux olympiques d'été
  -  aux Jeux olympiques de 1992 à Barcelone,  Espagne